# مارتين ريكو خيمينيز
مارتين ريكو خيمينيز (بالإسبانية: Martín Rico Jiménez)‏ هو سياسي مكسيكي، ولد في 1 يوليو 1959 في سيلايا في المكسيك. حزبياً، نشط في حزب العمل الوطني. وقد انتخب عضو مجلس النواب المكسيك.